# Corticelle
Corticelle è una frazione del comune bresciano di Dello.

## Storia
La località è un piccolo villaggio agricolo di antica origine.
Corticelle divenne frazione di Capriano su ordine di Napoleone, ma gli austriaci annullarono la decisione al loro arrivo nel 1815 con il Regno Lombardo-Veneto.
Dopo l'unità d'Italia il paese, il cui nome fu ritoccato in Corticelle Pieve, crebbe da meno di settecento a più di milleduecento abitanti. Fu il fascismo a decidere la soppressione del comune, unendolo a Dello.